# 御殿龍神

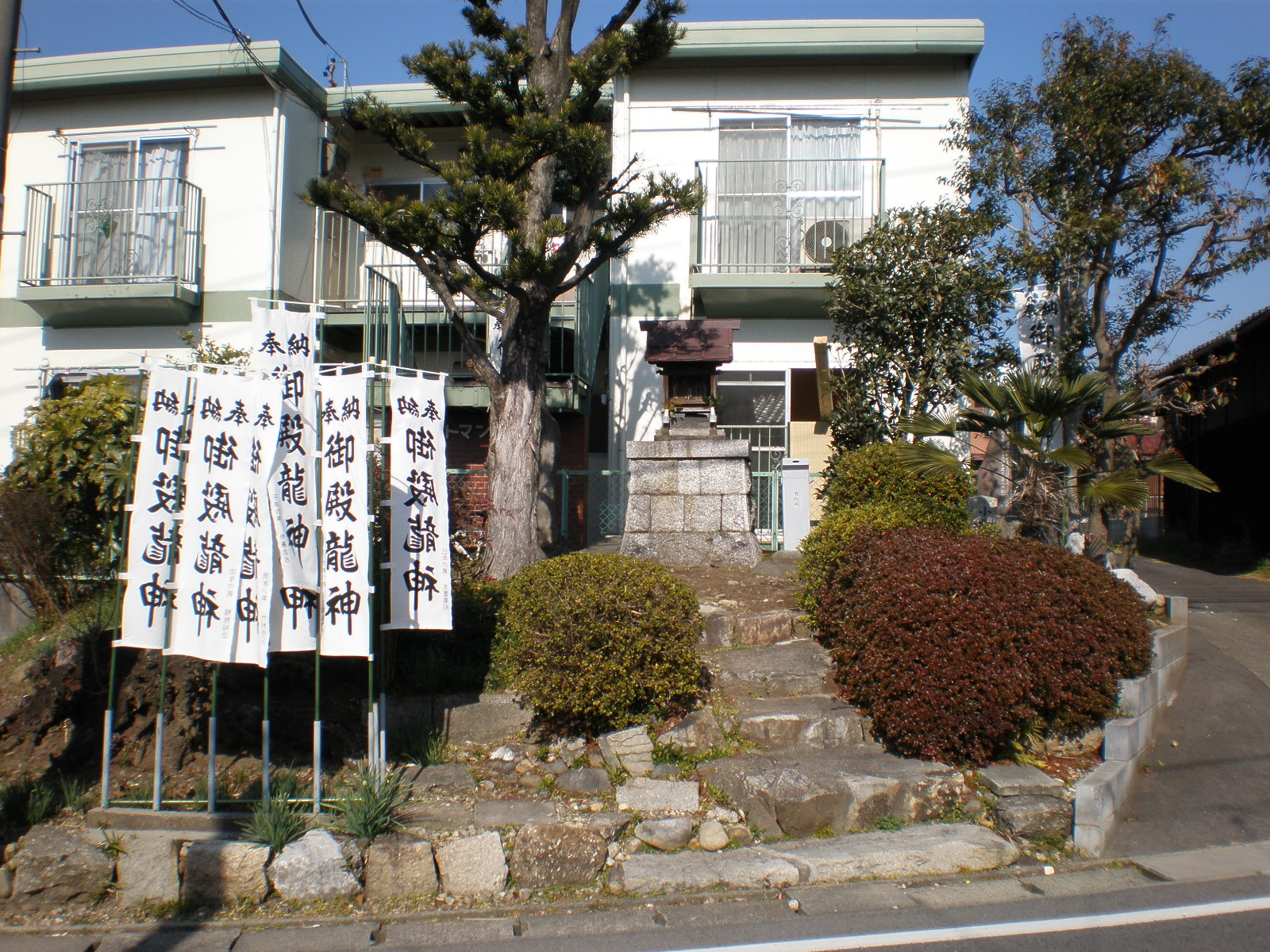
御殿龍神

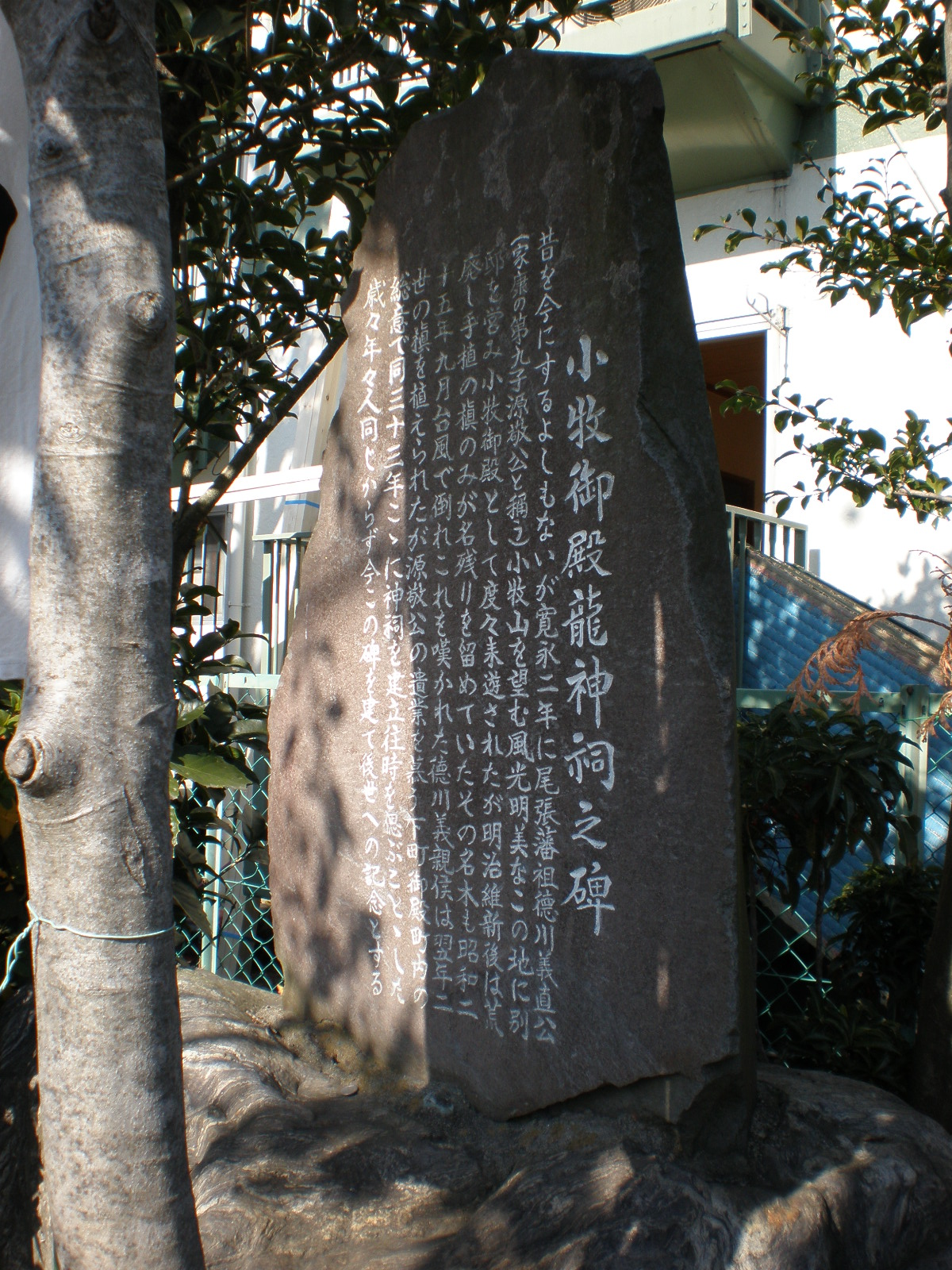
御殿龍神にある碑文

御殿龍神（ごてんりゅうじん）は、愛知県小牧市小牧4丁目にある祠（ほこら）である。

## 縁起
元々この辺り一帯には、尾張徳川家の別荘の1つである「小牧御殿」があり、祠のある場所には御殿が建てられた当時から、槇の木（イヌマキ）があった。しかしこの槇の木は、昭和25年（1950年）9月の台風で倒壊。それを嘆いた徳川義親が翌昭和26年（1951年）、この場所に2本の槇の木を植えた。その後、義直の遺業を親う近隣住民が往時を偲ぶため、昭和33年（1958年）に、この地に祠を建立した。

## 所在地
- 愛知県小牧市小牧4丁目地内

## 交通手段
- こまき巡回バスの「メナード美術館前」停留所下車、徒歩で約5分。
- 名鉄小牧線 小牧駅または小牧口駅下車、徒歩で約10分。